# Villaúxe (Chantada)
Villaúxe (llamada oficialmente San Salvador de Vilaúxe) es una parroquia española del municipio de Chantada, en la provincia de Lugo, Galicia.

## Otras denominaciones
La parroquia también es conocida por el nombre de O Salvador de Vilaúxe.

## Organización territorial
La parroquia está formada por dieciocho entidades de población, constando diecisiete de ellas en el nomenclátor del Instituto Nacional de Estadística español:

### Entidades de población
Entidades de población que forman parte de la parroquia:
- A Igrexa (A Eirexe)
- Andemil
- Brandián
- Foreiros (Os Foreiros)
- Formariz
- Lagoa (A Lagoa)
- Mundín
- Sabadón
- Sandiás
- Torre (A Torre)
- Ulfe (A Ulfe)
- Ulleiro (O Ulleiro)
- Vilaboa
- Vilar do Mato
- Vilaver

### Despoblados
Despoblados que forman parte de la parroquia:
- A Lama
- Mondoeses
- San Vicente

## Demografía
| Gráfica de evolución demográfica de Villaúxe entre 2000 y 2019 |
|                                                                |
| Datos según el nomenclátor publicado por el INE.               |